# Erdölgewinnung
Als Erdölgewinnung wird das Aufsuchen (Prospektion) und das Erschließen (Exploration) von Erdöllagerstätten sowie die Förderung von Erdöl aus Erdöllagerstätten (Gewinnung) bezeichnet.

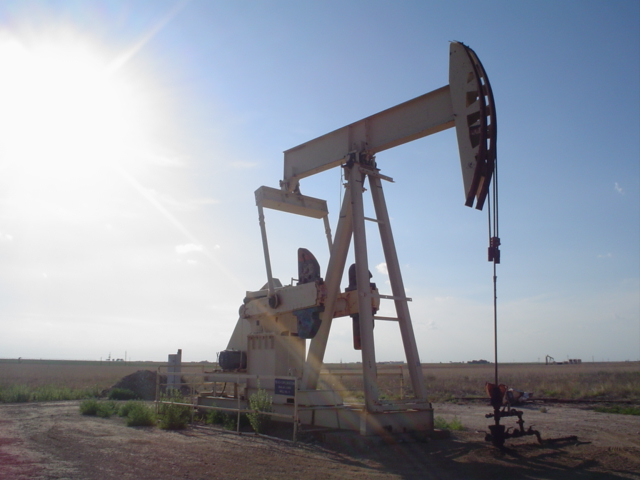
Erdöl-Tiefpumpe in einem Ölfeld im nordwestlichen Texas

## Zentrale Begriffe

### Lagerstätten und Abbauwürdigkeit

#### Allgemeines
Die gezielte Suche nach Erdöl- und Erdgasvorkommen bezeichnet man als Prospektion. Im Vordergrund der Suche stehen vor allem Vorkommen, deren Abbau wirtschaftlich rentabel ist. Solche Vorkommen werden in der Erdöl- und Rohstoffgeologie zur Abgrenzung von nicht-rentablen Vorkommen auch als Lagerstätten oder Ölfelder bezeichnet („Ölfeld“ bezeichnet alternativ auch das Areal an der Erdoberfläche über einer Lagerstätte oder mehreren nahe beieinander liegenden Lagerstätten, in dem eine größere Anzahl von Ölförderanlagen konzentriert ist).
Hinsichtlich der Lagerstättengeologie und der Viskosität des Öls und damit letztlich des zur Ölförderung nötigen Aufwandes werden konventionelle Lagerstätten von unkonventionellen Lagerstätten unterschieden (vgl. dazu auch → Erdölentstehung).

#### Konventionelle Lagerstätten
Konventionelle Lagerstätten befinden sich in relativ hochporösen und permeablen Speichergesteinen und enthalten relativ dünnflüssiges Öl. Sie können mit herkömmlicher Fördertechnik vergleichsweise kostengünstig bewirtschaftet werden.
Die größten bzw. produktivsten Ölfelder der Erde werden unter der Bezeichnung Giant Fields („Riesenfelder“) zusammengefasst. Die größten 500 Ölfelder, d. h. 1 % aller bekannten Ölfelder, lieferten 2005 60 % des gesamten geförderten Öls, wobei die größten 20 rund 25 % des gesamten Öls lieferten.

#### Unkonventionelle Lagerstätten
Unkonventionelle Lagerstätten befinden sich in eher geringporösen und impermeablen Gesteinen oder enthalten eher zähes, bitumenartiges Öl, sodass die Förderung nur durch erhöhten technischen und energetischen Aufwand erfolgen kann.
Ob die Ölförderung aus einem Vorkommen sich überhaupt lohnt bzw. lohnen wird oder nicht, hängt stets auch vom Marktpreis (siehe unten) und vom Stand der Explorations- und Fördertechnik ab. So wurde die Förderung vieler längst bekannter unkonventioneller Vorkommen (Ölsand, Schweröl, „Schieferöl“) erst im ersten Jahrzehnt des 21. Jahrhunderts wirtschaftlich sinnvoll und erlebte in Nordamerika geradezu einen Boom. Der Ölpreisverfall im Zuge der Weltwirtschaftskrise im darauf folgenden Jahrzehnt bremste die Ausweitung der unkonventionellen Förderung allerdings etwas ab.

### Ausbeutequote, Förderrate und Fördermaximum
Die sogenannte Ausbeutequote bezeichnet den einem Ölfeld real entnommenen bzw. entnehmbaren Anteil am gesamten in der Lagerstätte vorhandenen Erdöl (letzteres oil in place genannt). Dieser konnte durch bessere Technik und Methoden von 22 % im Jahr 1980 auf Bestwerte von heute etwa 60 % gesteigert werden. Die wichtigste Größe zur Beurteilung der Produktivität eines Ölfeldes ist die Förderrate, die die Fördermenge pro Zeit angibt. Das Ölfördermaximum ist die maximale Förderrate, die ein Ölfeld im Laufe seiner Bewirtschaftung erreichen kann. In der Regel steigt die Förderrate sehr schnell bis zum Erreichen des Fördermaximums an und danach fällt sie relativ langsam und mehr oder weniger kontinuierlich wieder ab. Sowohl Ausbeutequote als auch Förderrate sind extrem stark vom Lagerstättentyp abhängig. In konventionellen Lagerstätten kann es sein, dass das Öl allein durch den Ortsdruck mit sehr hoher Förderrate durch das Speichergestein zum Bohrloch und an die Oberfläche getrieben wird (durch Rohrleitungen und eingebaute Ventile steuerbar). Unkonventionelle Lagerstätten weisen trotz spezieller, aufwändiger Fördermethoden eher geringe Förderraten auf.
Bei der Offshore-Förderung, der sehr kostenintensiven Bewirtschaftung von Ölfeldern auf See, ist eine möglichst hohe Förderrate wichtiger als an Land, wo geringere laufende Kosten anfallen. Reife Onshore-Felder (wie sie in der Erdölförderung in Deutschland existieren) haben für gewöhnlich ein breites Fördermaximum und eine lange Förderabnahmephase, offshore-betonte Ölförderländer wie Norwegen weisen hingegen sehr schmale Fördermaxima und kurze Förderabnahmephasen auf.

### Nachfrage, Verbrauch und Preis
Kartelle der Ölproduzenten versuchen, mit ihren individuellen Förderraten das Angebot auf dem Ölmarkt und damit den Preis zu steuern. Zusammen mit der Ölnachfrage durch alle Ölverbraucher ergibt sich der traditionell in Dollar gehandelte Ölpreis auf dem Weltmarkt, der seit 1869 an Rohstoffbörsen ausgehandelt wird und auch spekulativen Einflüssen unterworfen ist. Preise und Verfügbarkeit von Endprodukten wie Treibstoffen und petrochemischen Produkten sind aber auch von den anfallenden Kosten bei der Ölraffination wie auch von politischen Faktoren wie z. B. der Mineralölsteuer abhängig.

### Statische Reichweite
Durch steigende Nachfrage und entsprechend steigenden Preis sowie den technischen Fortschritt stieg und steigt die Menge, die offiziell als global förderbare Ölreserven ausgewiesen wird, seit Beginn des Industriezeitalters mehr oder weniger kontinuierlich an. Diese Dynamik äußert sich besonders anschaulich im Verhältnis zwischen Reserven und jährlichem Verbrauch, der sogenannten statischen Reichweite des Erdöls. Nach aktuellen Zahlen des BP-Konzerns schwankte die statische Reichweite, trotz stetig steigenden Verbrauchs, für etwa 25 Jahre (1985–2010) zwischen 40 und 50 Jahren, weshalb man in diesem Zusammenhang auch von „Erdölkonstante“ spricht. Mittlerweile ist sie aber auf über 50 Jahre gestiegen.

### „Up-“, „Mid-“ und „Downstream“

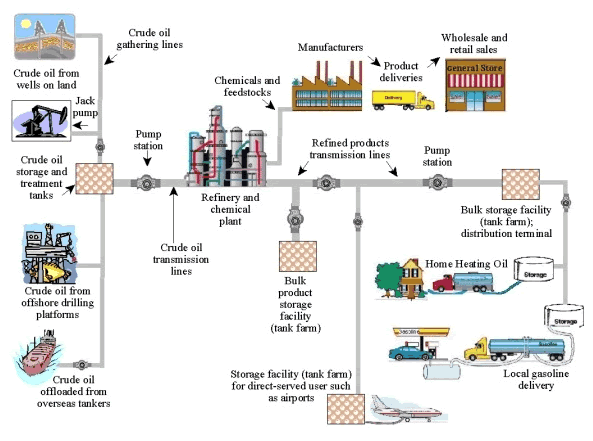
System-Struktur-Grafik zu Erdölgewinnung, -transport usw. (englisch)

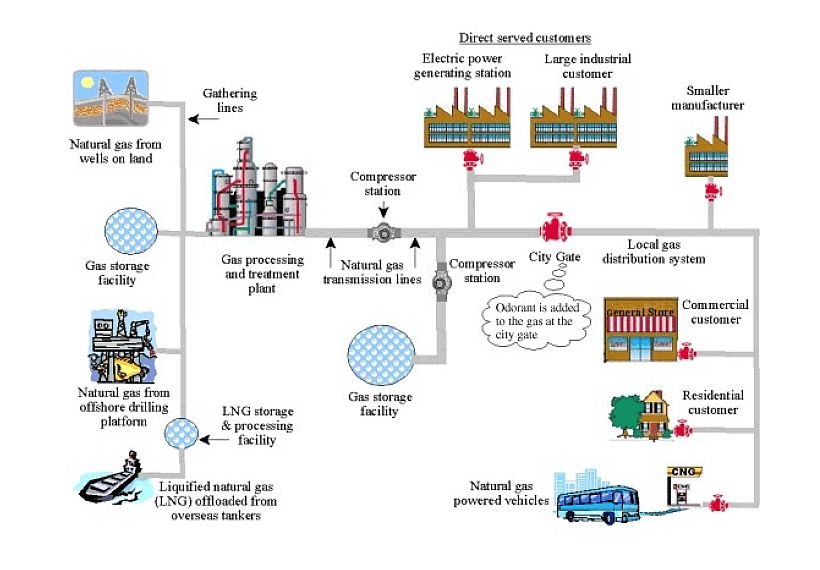
Erdgas-Pipelinesysteme: Vom Bohrlochkopf bis zu den Verbrauchenden (englisch)

Die verschiedenen Phasen und Bereiche der Gewinnung, des Transports und der Verarbeitung und Veredelung der Stoffe in der Öl- und Gasindustrie werden in up- mid- und downstream unterschieden: Exploration und Förderung werden unter upstream subsumiert, midstream umfasst den Transport bzw. die Vorbereitung dazu (per Pipeline, Schiene, Lastkahn, Öltanker oder LKW), Lagerung und Großhandelsvermarktung von Rohöl oder raffinierten Erdölprodukten usw., Downstream schließlich Anlagen und Verfahren verbraucherseits, z. B. das Raffinieren von Rohöl zu petrochemischen Produkten, Vertrieb, Marketing usw.

#### Midstream
Einige Bestandteile von Rohöl und Rohgas (vor allem Schwefelwasserstoff und schwefelhaltige organische Verbindungen, vgl. Sauergas) bilden in Verbindung mit Wasser Säuren, die in Pipelines und Tanks zu Korrosion und damit zu einer erheblichen Verkürzung deren Lebensdauer führen. Daher ist es sinnvoll, die problematischen Bestandteile von Rohöl und Rohgas möglichst nahe an der Förderstelle zu entziehen (engl. sweetening). Auf Grund der Komplexität der Prozesse rentieren sich solche Aufbereitungsanlagen aber erst ab einer bestimmten Größe, d. h., das Gas oder Öl mehrerer Bohrungen wird zusammengeführt, bevor es aufbereitet wird (siehe auch Ghasha-Konzession). Die Entfernung zwischen Bohrung und Aufbereitungsanlage liegt zwischen wenigen hundert Metern bis zu ca. 150 km. Erst im Anschluss an die Aufbereitung werden Öl oder Gas in Speichertanks und Transportpipelines eingeleitet oder auf Schiffe oder andere Transportfahrzeuge verladen.
Die ISO 20815:2008, ersetzt durch ISO 20815:2018, Petroleum, petrochemical and natural gas industries — Production assurance and reliability management („Erdöl-, Petrochemie- und Erdgasindustrie – Produktionssicherung und Zuverlässigkeitsmanagement“) definiert „Midstream“ in seinem Definitionsabschnitt unter 3.1.27 midstream: Unternehmenskategorie, welche die Sektoren Verarbeitung und Transport der Erdöl[- und Gas]industrie umfasst, z. B. Transportpipelines, Terminals, Gasförderung und -verarbeitung: Flüssigerdgas (LNG), Flüssiggas (LPG) oder synthetische, aus Erdgas hergestellte Flüssigkraftstoffe (GtL, Synfuel).

## Phasen der Erdölgewinnung
Die Gewinnung von Erdöl aus einer konventionellen Lagerstätte erfolgt in mehreren Phasen.

### Prospektion
Die erste Phase besteht im Aufspüren von Erdöllagerstätten, der sogenannten Prospektion. Sie ist eine kombinierte Aufgabe für Geologie und Angewandte Geophysik.
In der Frühzeit der Erdölgewinnung war man auf Anzeichen an der Erdoberfläche angewiesen, die auf Vorkommen von Erdöl schließen ließen. So tritt aus seicht liegenden Lagerstätten ständig Erdöl in geringen Mengen aus. Ein Beispiel dafür ist die seit dem 15. Jahrhundert bekannte, aber mittlerweile versiegte St.-Quirins-Quelle bei Bad Wiessee am Tegernsee, aus der über Jahrhunderte Erdöl austrat, das vornehmlich als Heilmittel Verwendung fand. Auch das Vorkommen von Bitumen ist ein Indiz für KW-Lagerstätten.
Die Suche tief liegender Ölvorkommen erfolgte früher durch eine eingehende Analyse der geologischen Verhältnisse eines Landstrichs (geologische Kartierung). In der Folge wurden dann an ausgewählten Orten Probebohrungen niedergebracht. Wichtige Informationen über Porengröße und -formen in den Gesteinen kann man mit Feldgradienten-NMR-Methoden gewinnen.

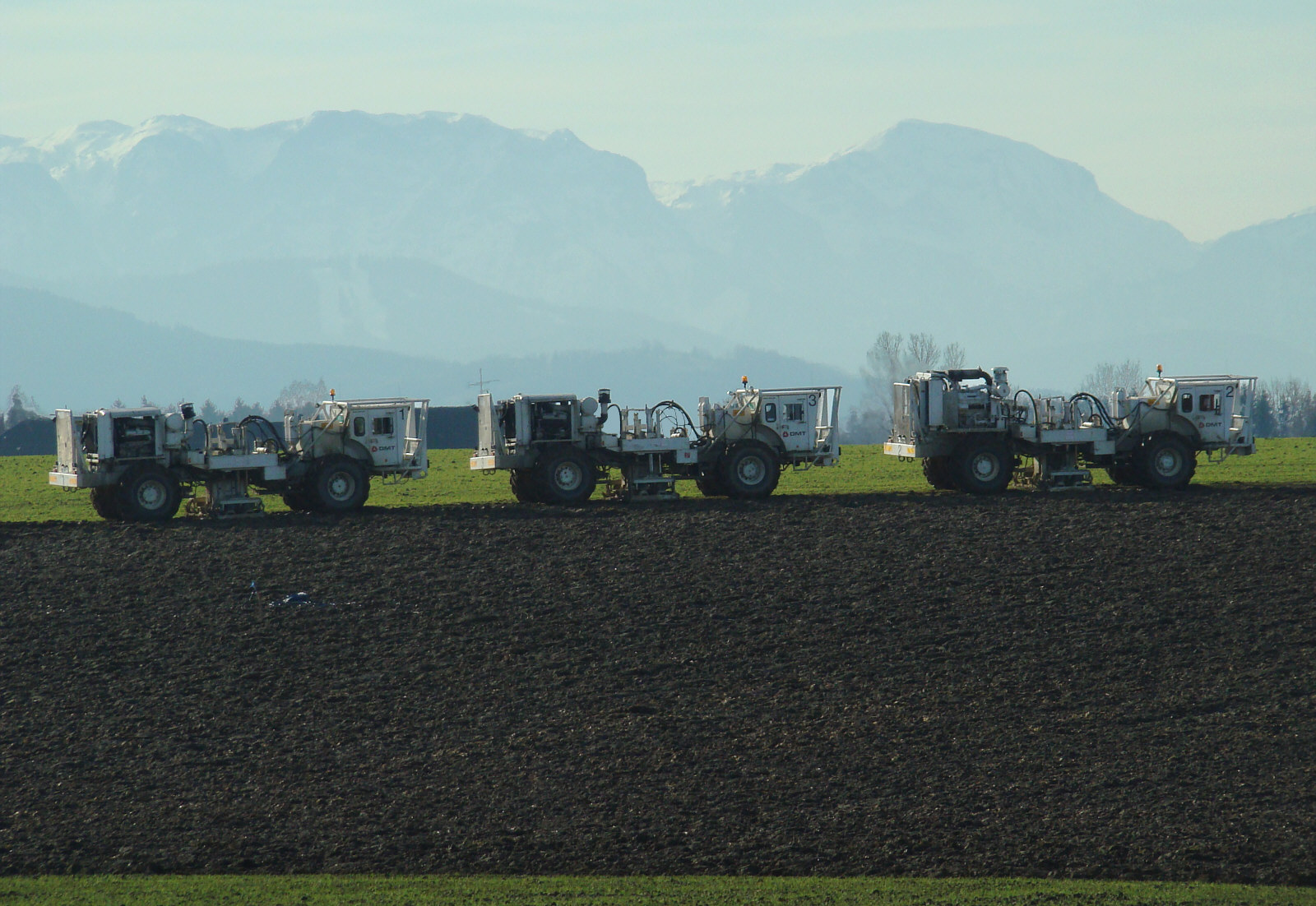
Vibroseis-Fahrzeuge bei der 3D-Exploration im Alpenvorland Oberösterreichs im Januar 2008

Mit der Zeit wurden aufwändige Prüfungsmethoden entwickelt, die eine Darstellung der Bodenschichtung ermöglichen. Das am weitesten verbreitete Verfahren ist heute die Reflexionsseismik. Dabei werden an der Erdoberfläche durch große Vibratormassen (seltener durch Sprengung) Schwingungen erzeugt, deren an den unterschiedlichen Bodenschichten reflektierte Signale über Geophone empfangen und aufgezeichnet werden. Aus den Laufzeiten und Charakteristiken der reflektierten Signale lassen sich Schichtenprofile errechnen.
Heute wird in Europa in etwa zwei Drittel der Fälle das Vibroseis-Verfahren eingesetzt. Dabei wird mit Gruppen von üblicherweise drei bis fünf Spezialfahrzeugen, die Schwingungen einer definierten Frequenz über eine Art Rüttelplatte in den Erdboden übertragen, eine Messstrecke abgefahren. Entlang dieses Profils sind Geophone in Gruppen zum Empfang der reflektierten Signale angeordnet. Das systematische Befahren eines Gebiets mit sich kreuzenden Messstrecken erlaubt die Errechnung eines dreidimensionalen Modells der Bodenschichtung.

### Erschließung von Ölvorkommen

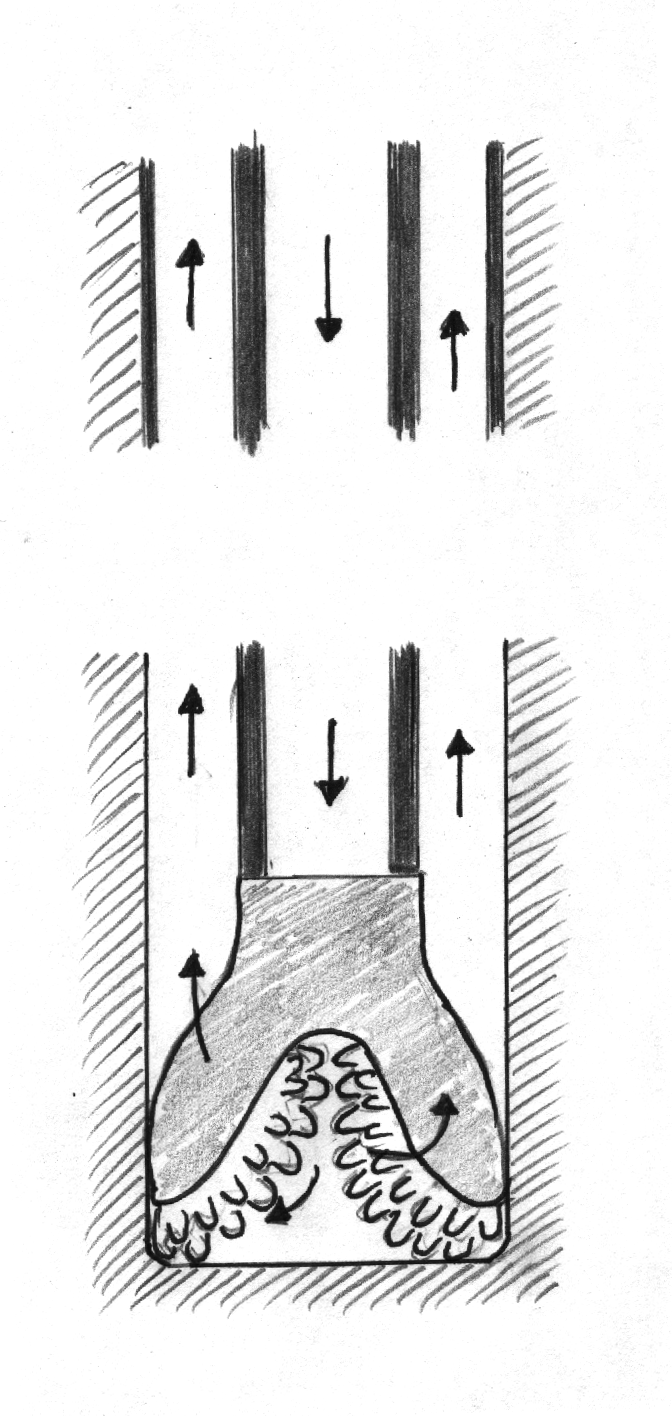
Erdölbohrloch mit Bohrmeißel, Längsschnitt, schematisch, oben verrohrt

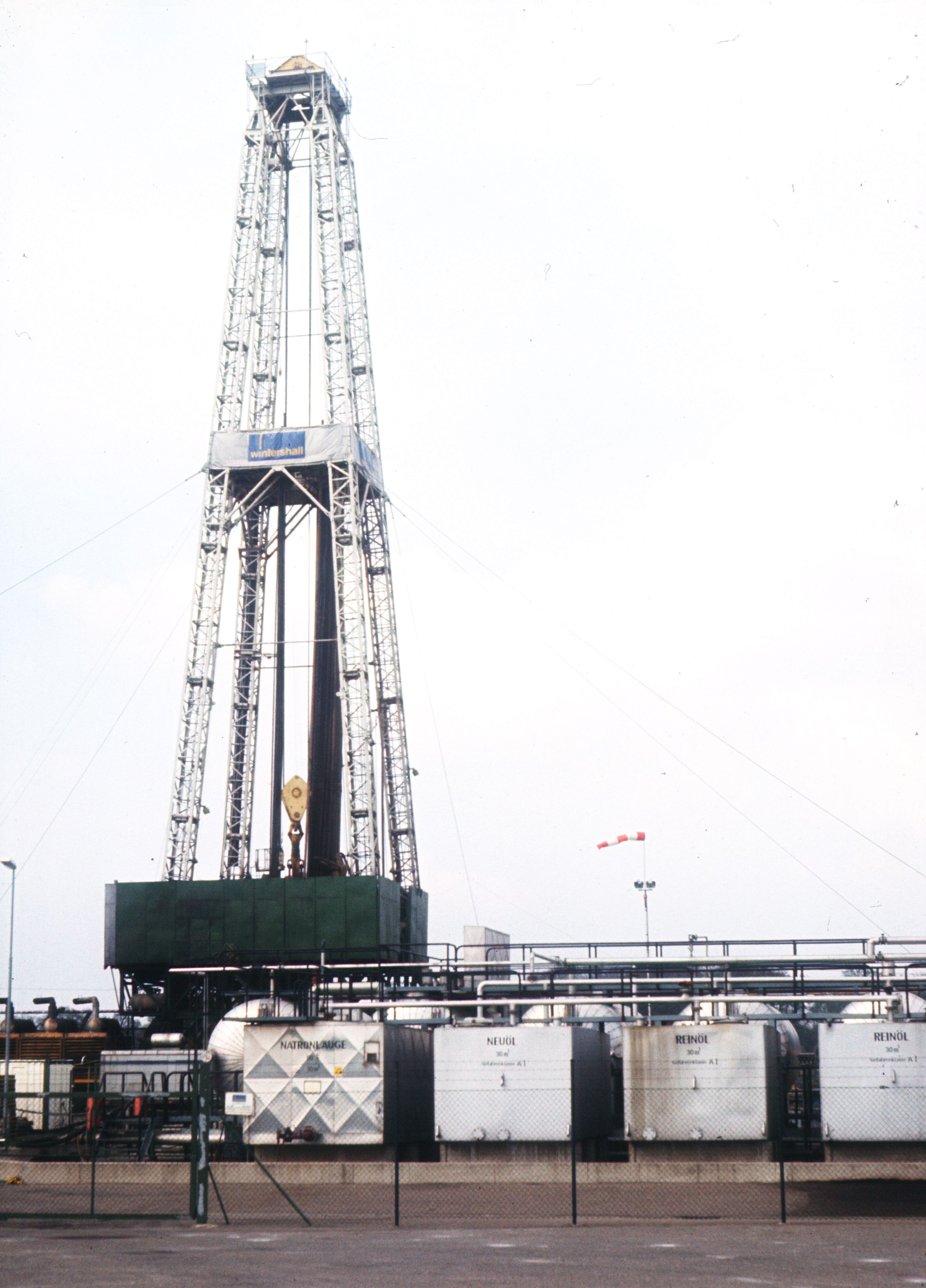
Erdölbohrturm mit Rohrgestängeabschnitten, daneben Behälter für die Bohrflüssigkeit

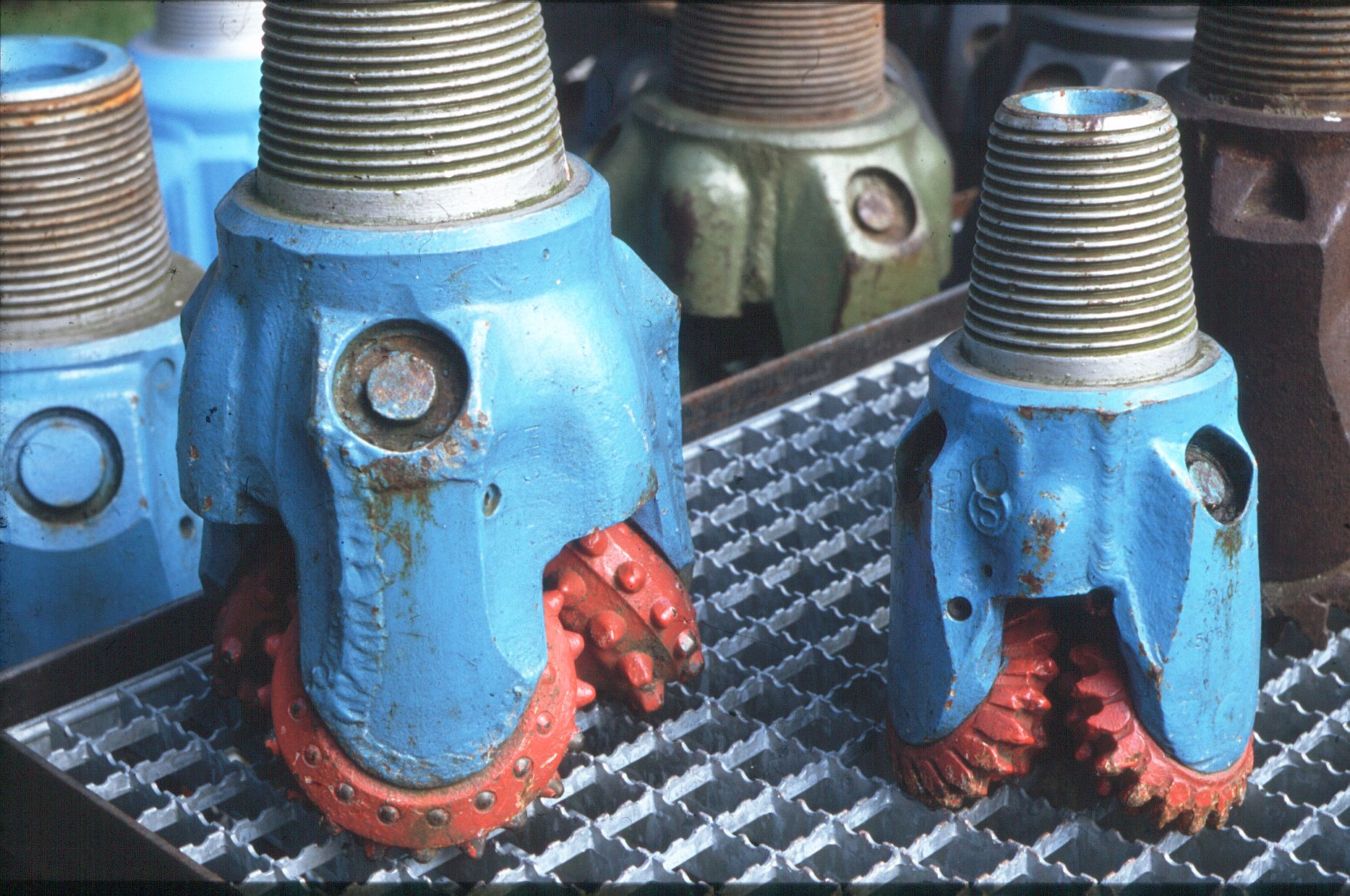
Erdöl-Bohrmeißel mit je drei gezähnten Kegelrollen

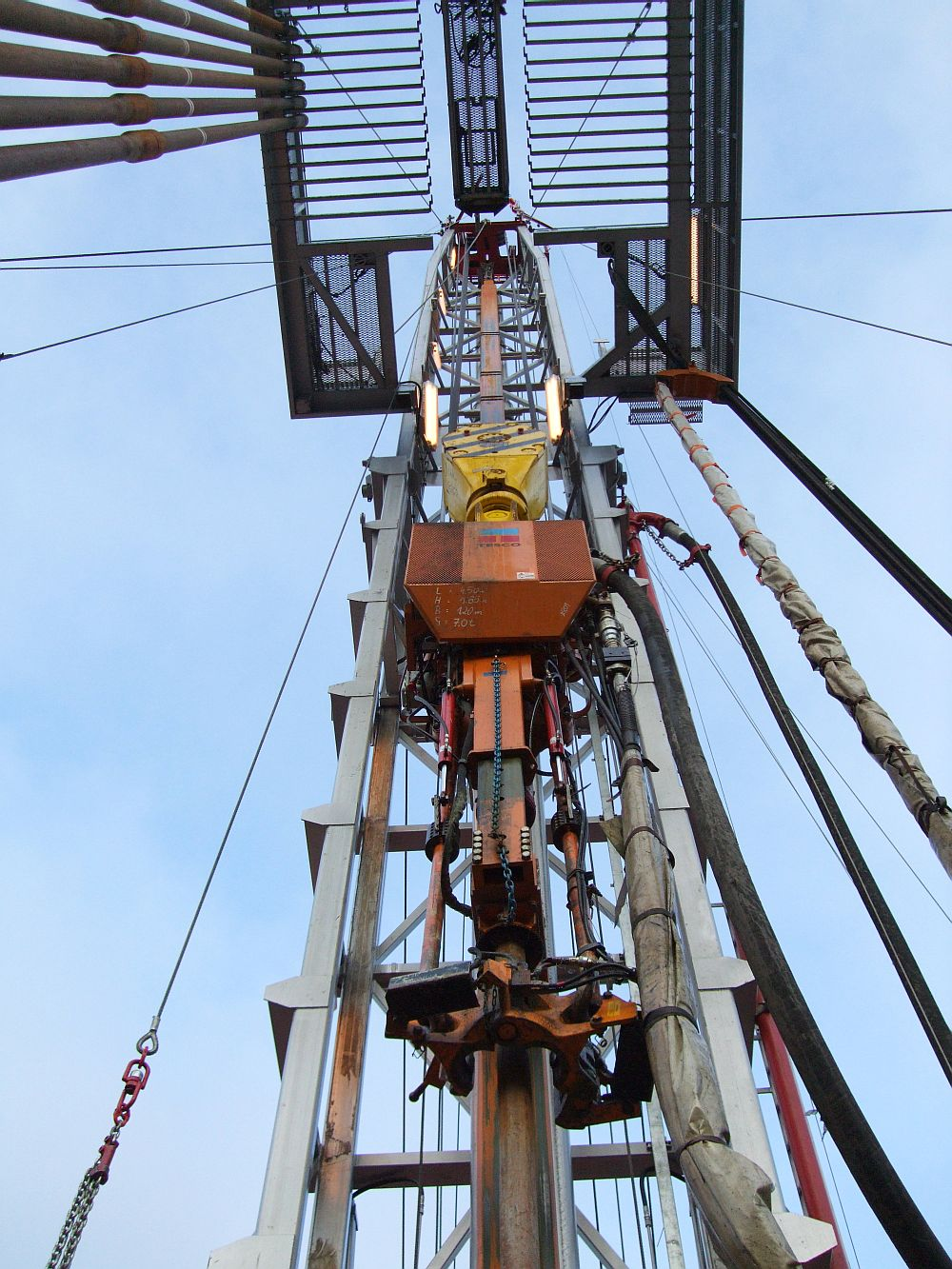
Kraftdrehkopf mit Schlauchzuleitung am Bohrgestänge einer Erdölbohranlage

Befindet sich die Erdöllagerstätte nahe der Erdoberfläche (sogenannte Ölsande), kann das Öl im Tagebau gewonnen werden (Beispiel: die Athabasca-Ölsande in Alberta, Kanada). Zu Beginn der Erdölnutzung wurde es an einigen Orten auch im Schachtbetrieb gewonnen, zum Beispiel bei Wietze, westlich Celle (Niedersachsen). Aus tieferen Lagerstätten wird Erdöl durch Sonden gefördert, die durch Bohrungen bis zur Lagerstätte eingebracht werden. Lagerstätten im Meeresbereich werden von Bohrinseln erschlossen und ausgebeutet, die ein Bohren und Fördern mitten im Meer ermöglichen. Dabei werden die zur Erschließung eingesetzten Bohrplattformen später teilweise durch Förderplattformen ersetzt. Zum Bohren werden Hohlbohrer verwendet, damit das dabei entstehende Bohrklein aus dem Bohrloch zutage transportiert werden kann. Das Bohrwerkzeug besteht aus Stahlrohren, die zu einem immer längeren Rohrgestänge, dem Bohrstrang, aneinandergeschraubt werden können. Am unteren Ende befindet sich das eigentliche Bohrwerkzeug, der so genannte Bohrmeißel mit der darüber angebrachten Schwerstange. Meistens besitzt der Bohrmeißel drei gegeneinander winklig angeordnete, gezähnte Kegelrollen. Solche Meißel werden zum Bohren von weichem und mäßig hartem Gestein eingesetzt. Andere Bauformen haben keine beweglichen Teile, sondern sind zum Bohren härterer Gesteine mit Diamanten, Schneidkeramiken oder Hartmetall besetzt.
Zum Wechseln des Bohrmeißels muss das gesamte Gestänge aus dem bereits gebohrten Bohrloch herausgezogen werden. Die Standzeit eines Bohrmeißels kann in extremen Situationen nur einige wenige Stunden betragen. Eine weitere nicht unübliche Situation ist der Bruch des Bohrmeißels. In diesem Fall wird zunächst versucht, den abgebrochenen Meißel mit einem in die Bohrung eingeführten Greifwerkzeug zu fassen. Gelingt dies nicht, muss einige Meter oberhalb des abgebrochenen Werkzeuges eine neue Bohrung angesetzt werden, die die Schadensstelle umgeht.
Meistens wird der gesamte Bohrstrang und damit auch der Bohrmeißel von einer Vorrichtung über Tage gedreht (Rotary-Bohrverfahren), und zwar mit etwa 100 Umdrehungen pro Minute im Uhrzeigersinn. Bei früheren Bohranlagen erfolgte das Drehen des Bohrstranges über einen Drehtisch, während neue Anlagen zumeist über einen Top Drive am Flaschenzug des Bohrturms verfügen.
Der Bohrmeißel hat einen größeren Durchmesser als das Rohrgestänge, so dass um das Gestänge herum ein Hohlraum entsteht (so genannter Ringraum), der zur Verhinderung seines Zusammenbrechens mit einem Stahlrohr ausgekleidet wird („Casing“).
Um das Bohrklein herauszufördern und die beim Bohren entstehende Reibungswärme abzuführen, wird eine Bohrflüssigkeit durch das Bohrrohr eingepresst, die an der Bohrkrone austritt und im Ringraum zusammen mit dem Bohrklein wieder nach oben gedrückt wird. Die Bohrflüssigkeit muss ein hohes spezifisches Gewicht und eine hohe Viskosität aufweisen, damit sie durch das hohle Bohrgestänge eingepresst und durch den Ringraum wieder ausgepresst werden kann und damit das Bohrklein dabei mitgerissen wird. Sie besteht aus Wasser, das unter anderem gelöste Polymere und suspendiertes Baryt-Mehl enthält. Manchmal wird die Bohrspülung auch benutzt, um damit einen Motor direkt über dem Bohrmeißel anzutreiben, so dass nur der Bohrmeißel, nicht aber der gesamte Bohrstrang gedreht wird.
Damit die einzelnen Rohre des Bohrgestänges gehandhabt werden können, wird über dem Bohrloch ein Bohrturm errichtet, in dem sich auch die Vorrichtung zum Drehen des Bohrgestänges mittels Motor befindet.
Wenn die Gegebenheiten es erfordern, kann auch in weiten Bögen gebohrt werden, so dass eine Lagerstätte auch von der Seite aus erschlossen werden kann (siehe Richtbohren), zum Beispiel bei Lagerstätten unter besiedeltem, schwierigem, zu schützendem oder militärisch genutztem Gelände.
Ist eine Bohrung „fündig“, wird das Bohrloch verrohrt, in der Regel doppelwandig. Die Rohre werden fest ans Gebirge einzementiert. Am unteren Ende der Bohrung wird die Rohrwand perforiert, um eine Anbindung an die Lagerstätte herzustellen. Damit erhält man eine Fördersonde, durch die auf verschiedene Weise (siehe unten) Erdöl gefördert werden kann. Zunächst finden Produktionstests statt, um die Ergiebigkeit des Vorkommens zu erkunden. In nicht wenigen Fällen zeigt sich nach anfänglich hoher Ergiebigkeit eine rasche Verwässerung, sodass nach wenigen Wochen bis Monaten eine Bohrung aufgegeben werden muss.
In regelmäßigen Abständen muss das Bohrloch zur Aufrechterhaltung, Verbesserung oder Wiederherstellung der Förderleistung aufgewältigt werden. Dabei werden zum Beispiel Ablagerungen entfernt, die Förderpumpe erneuert, die Perforation gesäubert oder ein Rohrtourabschnitt ausgetauscht.

### Förderung

Prinzip einer Gestängetiefpumpe zur Erdölförderung
1. Antriebsmotor
2. Gegengewicht
3. Pleuelstange
4. Balancier
5. Pferdekopf
6. Kolbenstange
7. Dichtung als Bestandteil des Eruptionskreuzes
8. Rohrleitung
9. Betonhinterfüllung des Bohrloches
10. äußere Bohrlochverrohrung
11. Pumpengestänge
12. innere Bohrlochverrohrung
13. Tiefpumpe
14. Pumpenventile
15. ölführende Gesteinsschicht

Im Lauf der Lagerstättenausbeutung steigt der Wasseranteil im Fördergut, später wird in der Regel mehr Wasser als Öl gefördert, wobei die Förderung selbst bei einem Wasseranteil von deutlich mehr als 90 % als rentabel betrachtet wird. Je nach Größe einer Ölquelle dauert es unter Umständen Jahrzehnte, bis die Förderraten sinken, im Schnitt sind es jedoch ungefähr 40 Jahre. Dem Fund folgt zunächst die Erschließung; dazu wird das meistens unter hohem Eigendruck stehende Ölfeld über mehrere Fördersonden angezapft.

#### Primärförderung
Als Primärförderung wird die Förderphase bezeichnet, in der der Druck in der Lagerstätte ohne künstliche Maßnahmen hoch genug ist, um Erdöl daraus zu fördern, sei es durch Auspressen mithilfe eines natürlich vorhandenen Überdrucks (Lagerstättendruck) oder durch Pumpen.
In größerer Tiefe steht das Erdöl unter dem Druck der auflastenden Erdschichten und gegebenenfalls des assoziierten Erdgases und wird nach Anbohren aus dem Bohrloch gepresst, da es leichter als Wasser und das umgebende Gestein ist. Beim ersten Anbohren der Lagerstätte muss deshalb das Austreten des unter Druck stehenden Öls mit Hilfe eines Blowout-Preventers verhindert werden, der sich am oberen Ende des Bohrgestänges befindet. Zu Beginn können nach dem Prinzip des Artesischen Brunnens große Mengen vor allem leichten Öls gefördert werden (Primär- bzw. Eruptivförderung). Der Druck allein reicht nach einer Förderung von 10–15 % jedoch nicht mehr aus, um das Öl an die Erdoberfläche zu transportieren. Lässt der Lagerstättendruck nach, muss das Öl mit technischen Hilfsmitteln – meist Tiefpumpen – zutage gefördert werden.
Das Bild der meisten Ölfelder wird von Gestängetiefenpumpen – wegen ihres Aussehens auch „Pferdekopfpumpen“ genannt – geprägt. Dabei befindet sich der eigentliche Pumpenmechanismus – ein Kolben und ein Rohrabschluss mit je einem Rückschlagventil – in einem eigenen Rohrstrang im Bohrloch nahe der ölführenden Schicht. Der Kolben wird mittels einer verschraubbaren Stange von einem an der Erdoberfläche befindlichen Pumpenbock über zwei parallele Stahlseile in eine kontinuierliche Auf- und Abbewegung versetzt. Der Zyklus beträgt üblicherweise 2½ bis 12 Hübe pro Minute. Gestängetiefpumpen sind jedoch nur für Tiefen bis etwas mehr als 2500 Meter wirtschaftlich einsetzbar, da sonst das Gewicht der zu hebenden Flüssigkeitssäule zu hoch wäre.
Statt eines Pumpkolbens kann auch eine Exzenterschneckenpumpe im Bohrloch angebracht werden, die über eine verschraubbare Stange mit einem Triebkopf an der Erdoberfläche betrieben wird. Bei Bohrungen mit gekrümmtem Verlauf kann die Exzenterschneckenpumpe auch über einen direkt an der Pumpe angebrachten Elektromotor angetrieben sein.
Bei Bohrungen mit gekrümmtem Verlauf bietet sich ein hydraulischer Antrieb an. Der eigentliche Pumpenmechanismus – wie bei der Gestängetiefpumpe ein Kolben mit Rückschlagventilen – wird mittels eines direkt über dem Kolben sitzenden Hydraulikzylinder betätigt, der über eine eigene Rohrleitung mit einer an der Erdoberfläche verbundenen Hydraulikpumpe verbunden ist. Das gewonnene Erdöl dient dabei als Betriebsmittel des gesamten Pumpensystems.
Aus tiefer liegenden Ölvorkommen wird häufig mittels Gasliften (vgl. Mammutpumpe) gefördert. Dabei wird das Begleitgas, das bei der Erdölförderung mit an die Oberfläche tritt, abgetrennt, getrocknet und in den Hohlraum zwischen Förderstrang und Casing gepresst. Über Ventile gelangt das Gas vom Ringraum in den Förderstrang. Durch den Effekt der aufsteigenden Gasblasen wird das Öl-Wasser-Gemisch im Förderstrang nach oben getragen – ähnlich wie bei einer Mineralwasserflasche, bei der die Kohlensäure die Flüssigkeit zum Überschäumen bringt.
Je nach Lagerstättenausbildung und -druck kann durch die Primärförderung eine Entölung von 5 % (Schweröl) bis 50 % erreicht werden. In Deutschland können im Durchschnitt 18 % des Öls primär gewonnen werden.

#### Sekundärförderung
Sinkt im Laufe der Erdölförderung der Lagerstättendruck, kann er durch (Wieder-)Einpressen von Wasser oder Erdgas in die Lagerstätte erhöht werden. Dies erfolgt über sogenannte Einpressonden (engl.: injection wells), für die entweder neue Bohrungen in die Lagerstätte abgeteuft oder bereits bestehende, ältere Bohrungen genutzt werden. Man bezeichnet diese Förderphase als Sekundärförderung. Durch Einpressen von Wasser können 30–40 %, nach anderen Quellen bis zu 60 % des insgesamt vorhandenen Öls (oil in place) gefördert werden. Das restliche, zunehmend zähe und dichte Öl erschwert die weitere konstante Förderung. In Deutschland kann durch Anwendung von Sekundärverfahren der Entölungsgrad im Durchschnitt auf 32 % erhöht werden. Der Rest lässt sich durch die beschriebenen Förderverfahren nicht von den Feststoffen des Speichergesteins lösen.
Die Durchlässigkeit des Speichergesteins kann durch Einpressen von Säuren erhöht werden, wodurch Komponenten des Speichergesteins, speziell Karbonate, gelöst werden.

#### Tertiärförderung
Durch besondere Maßnahmen kann über die Primär- und Sekundärförderung hinaus weiteres Erdöl aus Lagerstätten gewonnen werden.
Zu diesen Maßnahmen gehören:
- Wärmeverfahren: Einpressen von Heißwasser oder Heißdampf (Dampffluten) oder Verbrennen eines Teils des Erdöls in der Lagerstätte
- Einpressen von N2 (Stickstoff) (Stickstofffluten)
- Einpressen von CO2 (Kohlenstoffdioxid), das den Lagerstättendruck erhöht und sich im Öl löst und dadurch dessen Viskosität vermindert (CO2-Fluten)
- Einpressen von Leichtbenzin oder Flüssiggas, die ebenfalls die Viskosität des Öls verringern
- Einpressen von wässrigen Lösungen Viskosität erhöhender Stoffe (organische Polymere), wodurch das Öl besser von den Feststoffen abgelöst wird (Polymerfluten)
- Einpressen von wässrigen Lösungen grenzflächenaktiver Stoffe (Tenside), die sich an den Grenzflächen Öl/Feststoff und Öl/Wasser anreichern und so das Öl vom Feststoff lösen und im Wasser fein zerteilen, emulgieren (Tensidfluten)
- Einpressen von ausgewählten Mikroorganismen, meist zusammen mit Nährstoffen. Die Mikroorganismen produzieren in der Lagerstätte (in situ) Stoffwechselprodukte, die in dieser Aufzählung schon zuvor als die Erdölausbeute erhöhende Hilfsstoffe genannt wurden: Kohlenstoffdioxid, Lösungsmittel (Ethanol, 2-Propanol, n-Butanol, 2,3-Butandiol, Aceton), Tenside, Polymere, dazu auch organische Säuren (Ameisensäure, Essigsäure, Milchsäure, Bernsteinsäure), die durch Auflösen von Karbonaten die Permeabilität karbonatischer Speichergesteine erhöhen. Diese Maßnahmen werden als Microbial Enhanced Oil Recovery (englisch für mikrobiell erhöhte Erdölausbeute), abgekürzt MEOR, bezeichnet.

Die Tertiärverfahren werden teilweise auch kombiniert. Ein beträchtlicher Rest des Erdöls kann aber bisher mit keinem Verfahren aus der Lagerstätte gewonnen werden. In Deutschland beträgt die Entölung einer Lagerstätte zumeist unter 50 %, in Einzelfällen bis 60 %. Bei den Vorkommen in der Nordsee mit ihrem Öl geringer Dichte kann man über 70 % des gesamten Öls (oil in place) gewinnen.

#### Offshore-Förderung
Besondere Schwierigkeiten bereitet die Erdölförderung aus Lagerstätten, die sich unter Gewässern befinden („Offshore-Gewinnung“). Hier müssen zur Erschließung der Lagerstätte auf dem Gewässergrund stehende oder darüber schwimmende Bohrplattformen eingerichtet werden, von denen aus gebohrt und später gefördert werden kann. Hierbei ist das Richtbohren vorteilhaft, weil dadurch von einer Bohrplattform ein größeres Areal erschlossen werden kann. Nach Abschluss der Bohrarbeiten kann auch eine reine Förderplattform eingesetzt werden.

#### Hintergrund von Tiefseebohrungen

Steigende Rohölpreise

Die Ölmenge, die man mittels konventioneller Ölbohrungen an Land und im Flachwasser fördern kann, ist begrenzt. Sie lässt sich mit technischen Mitteln steigern (beispielsweise indem man bis zu 340 Grad Celsius heißen Dampf in den Boden pumpt, um zähflüssige Rohöle zu verflüssigen), was sich bei hinreichend hohen Ölpreisen lohnt. Seit Anfang der 1980er Jahre ist die Menge neu entdeckter Ölvorkommen im Gegensatz zum kontinuierlich steigenden Verbrauch rückläufig, weshalb viele Experten mit einem Rückgang der Ölförderung (globales Ölfördermaximum) innerhalb der nächsten Jahre rechnen. Da die großen, leicht erreich- und ausbeutbaren Ölvorkommen zuerst gefunden und erschlossen wurden und viele Staaten, z. B. der OPEC, den Zugang zu ihren Ölreserven beschränken, wird es deswegen für nicht auf nationalem Gebiet operierende, internationale Erdölunternehmen immer schwieriger und kostspieliger, neue Vorkommen zu erschließen.
Diese Faktoren machen es zusammen mit steigenden Ölpreisen für die internationalen, nichtstaatlichen Ölunternehmen interessant, unter vergleichsweise hohem Aufwand und technischen Risiken Erdöl aus großen Wassertiefen (Tiefbohrungen) zu fördern und unkonventionelle und aufgrund der schwerwiegenden ökologischen Folgen ihrer Nutzung stark umstrittene Ölquellen (z. B. die Athabasca-Ölsande) zu erschließen.
Zusätzlich würde das Eintreten des globalen Erdölfördermaximums voraussichtlich stark steigende Preise für Erdöl nach sich ziehen. Die größeren technischen Schwierigkeiten führen, zusammen mit hohen Kosten für Sicherheitsmaßnahmen, auch zu wesentlich höheren Risiken, denn Havarien in so großer Tiefe lassen sich grundsätzlich aufgrund fehlender Erfahrung und extremer Bedingungen nur sehr schwer beherrschen. Dabei steigen Aufwand und Risiken im Verhältnis zur geförderten Menge weit überproportional an. Die geschätzte Größe des Ölfeldes, das die Deepwater Horizon Plattform erschließen sollte, die im April 2010 havarierte und damit die bisher größte Ölpest in den USA verursachte, entspricht beispielsweise nur ungefähr dem weltweiten Bedarf eines Tages.
Die Offshore-Förderung in der Nähe ökologisch sensibler Küstenregionen ist in den USA Gegenstand heftiger politischer Diskussionen. Neben der Zielsetzung des Umweltschutzes gibt es für die Regierung sowie vom Öl stark abhängige Industriezweige auch ein Interesse, die wachsende Abhängigkeit von den Staaten der OPEC zu verringern. Um einen Konsens für das Klimaschutzgesetz zu erreichen, hatte US-Präsident Obama noch im Februar 2010 acht Milliarden US-Dollar für den Bau eines Atomkraftwerkes zugestanden und im März 2010 die Genehmigung bislang ausgesetzter Ölbohrungen vor den Küsten in Aussicht gestellt. Die Menge des in Offshore-Bohrungen vor der Küste in den nächsten Jahren zusätzlich geförderten Öls würde mit 0,2 Millionen Barrel pro Tag (mbpd) jedoch gerade ausreichen, um den Zuwachs des Verbrauchs der USA auszugleichen, der insgesamt 16 mbpd beträgt, nicht hingegen den fortlaufenden Rückgang der inländischen konventionellen Ölförderung, der durch steigende Importe ausgeglichen werden muss.
Vor der Küste Brasiliens werden 60 Milliarden Barrel Öl vermutet. Die brasilianische Ölfördergesellschaft Petrobras fördert heute bereits 25 Prozent aus allen weltweit tiefer als 500 Meter unter dem Meeresspiegel liegenden Quellen. Bis 2020 soll die brasilianische Produktion auf 2,3 Millionen Barrel täglich gesteigert werden, überwiegend aus Tiefseequellen gefördert.

### Lage der Öl- und Gaslagerstätten auf der Erde

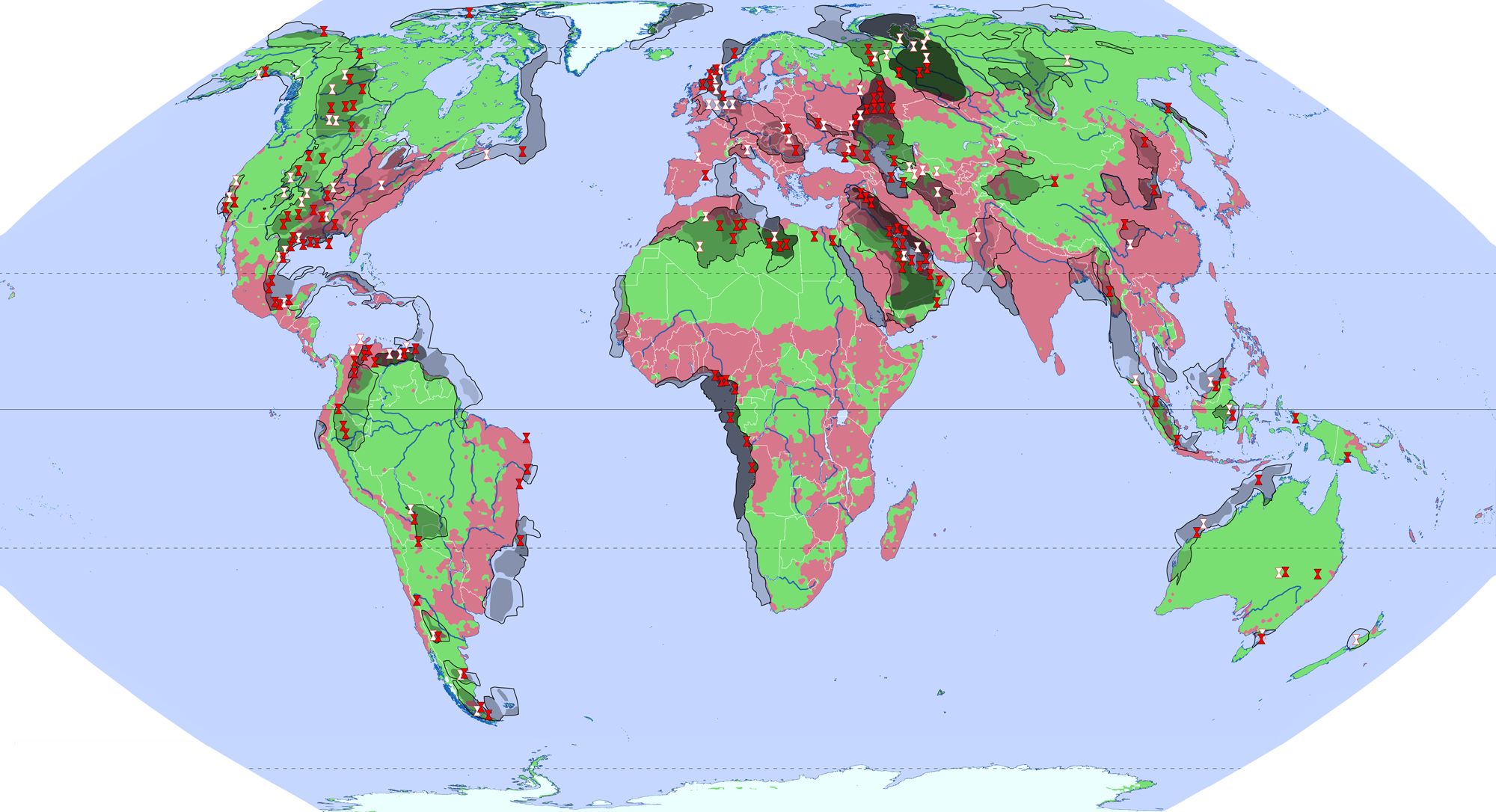
Bekannte konventionelle Erdöl- und Erdgasfelder sowie Förderung Anfang des 21. Jahrhunderts

## Geschichte der Ölförderung und zukünftige Ölförderung

### Geschichte
In Europa wurde bereits Ende des 15. Jahrhunderts bei den Nordvogesen in der Nähe der Pfalz Erdöl gefördert, bei Pechelbronn (Pechelbronner Schichten), zunächst vor allem zu medizinischen Zwecken (z. B. Zugsalbe) und zum Gebrauch als Schmierstoff. 1734 war das Pechelbronner Erdöl Thema einer Doktorarbeit, 1813 wurde im Wald zwischen Pechelbronn und Kutzenhausen der erste Bohrturm der Welt errichtet, auf zwei Holzpfosten (Nachbau heute Ausflugsziel), etwa 100 Jahre vor der industriellen Ölförderung in den USA. Ab 1917 wurde hier auch mittels Stollen unter Tage nach Erdöl-Linsen gegraben. In Pechelbronn (Elsass) beträgt die Gesamtlänge der entsprechenden Stollen rund 460 Kilometer.
Die großtechnische Ausbeutung der Erdöllagerstätten begann im 19. Jahrhundert. Man wusste bereits, dass bei Bohrungen nach Wasser und Salz gelegentlich Erdöl in die Bohrlöcher einsickerte.
Jakob Lerche berichtete bereits 1734 über Tätigkeiten zur systematischen Erdölförderung in Balachani im Nordkaukasus und beschrieb die Tempel der Feueranbeter bei Baku. Peter der Große erkannte die Bedeutung dieses Rohstoffs und erklärte ihn 1806 zum Monopol. Die ersten Bohrungen wurden 1844 vom russischen Ingenieur F. N. Semjonow mit einem Schlagbohrsystem im heute noch genutzten Ölfeld von Bibi-Eibat bei Baku durchgeführt. Der Bericht über diese weltweit erste industrielle Ölbohrung blieb aber mehrere Jahre in der Bürokratie des Zarenreichs hängen und gelangte erst in einem Bericht vom 14. Juli 1848 an den Zarenhof.
In den östlichen Karpatenregionen Galiziens kam es zwischen 1810 und 1817 bei Truskawiec (heute in der Ukraine) durch den Prager Unternehmer Josef Hecker und Johann Mitis zu Bohrungen auf Erdöl. Sie stellten daraus „Leuchtöl“ her und schlossen nach einer technischen Demonstration mit der Stadt Prag einen Liefervertrag ab. Jedoch scheiterte dieses Vorhaben an nicht näher berichteten Umständen.
Die erste Untertagebau-Erdölförderung fand 1854 in Bóbrka bei Krosno im heutigen Polen statt. Die sich daraus entwickelnde Erdölindustrie begann 1853 mit einer zufälligen Entdeckung eines Destillates aus Erdteer durch Abraham Schreiner in Boryslaw. Dieser setzte sich mit den Apothekern Zeh und Ignacy Łukasiewicz in Lemberg in Verbindung. Łukasiewicz griff die Sache auf, betrieb die Destillation des Erdöls und beleuchtete schon 1853 das Krankenhaus seiner Stadt mit Petroleumlampen. Der schnelle Erfolg auf diesem Gebiet ermutigte ihn zum Bau einer Raffinerie und der Erdölgewinnung an mehreren Orten in Galizien.
Weltberühmt wurde die Bohrung nach Öl, die Edwin L. Drake am 27. August 1859 am Oil Creek in Titusville, Pennsylvania durchführte. Drake stieß in nur 22 Meter Tiefe auf eine größere Öllagerstätte, die er danach mit 52 m Tiefe weiter erschloss. Er bohrte im Auftrag des amerikanischen Industriellen George H. Bissell.
Am 20. April 1893 gab es in Los Angeles die erste erfolgreiche Ölbohrung durch Edward L. Doheny. Ein Viertel der Ölförderung der gesamten Welt entfällt in den 1920er Jahren auf Kalifornien, der größte Teil davon auf Los Angeles.
In Saudi-Arabien wurde das „Schwarze Gold“ zuerst in der Nähe der Stadt Dammam am 4. März 1938 nach einer Reihe erfolgloser Explorationen von der US-Gesellschaft Standard Oil of California entdeckt.
Bei der Erdölförderung in Deutschland, genauer gesagt in Westdeutschland, stellte das Jahr 1950 eine Wende in der Erdölförderung nach dem Krieg dar. Die Gegend um Wietze wurde als Erdölgebiet entdeckt und trug 1951 wesentlich zum deutschen Erdölaufkommen bei. Die DDR hatte demgegenüber weniger Erfolg bei der Prospektion.

### Zukunft

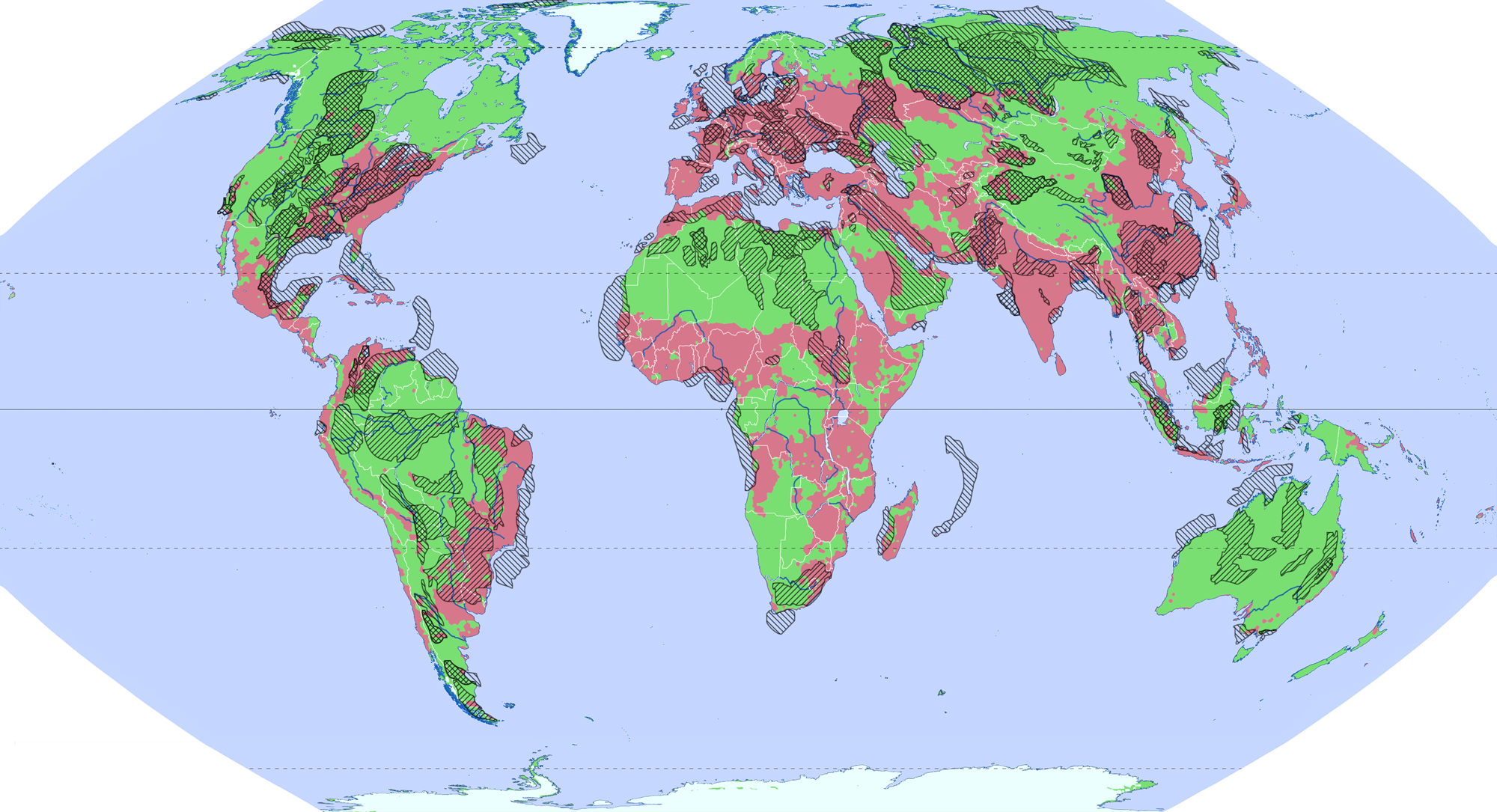
Unkonventionelle Ölsand-, Ölschiefer-, Bitumen- u. a. Erdöl- und Gasvorkommen.

Um weiterhin Erdöl zu fördern, müssen neue Ölquellen entdeckt werden. Als Argument für eine weitere Steigerung der Ölförderung gilt der steigende Ölpreis, der die Möglichkeit bietet, bisher nicht intensiv untersuchte Gebiete (zum Beispiel Sibirien) zu erkunden und unkonventionelle, bislang nicht wirtschaftlich lohnende Lagerstätten auszubeuten. Dazu gehören Ölsande, hier vor allem die großen Vorkommen in Alberta in Kanada, Ölschiefer, Tiefseebohrungen, Sibirien- oder Alaska-Exploration, Bitumen und weitere Vorkommen.
Während in den 1970er Jahren private westliche Ölkonzerne noch knapp die Hälfte der weltweiten Ölproduktion kontrollierten, hat sich dieser Anteil 2008 auf weniger als 15 % verringert. Einige Experten halten einen Mangel an Öl nicht für gegeben, es handele sich um eine Krise im Zugang zu fortgeschrittener Technik der Ölmultis und umgekehrt auch eine Zurückhaltung der technisch innovativen Multis, sich angesichts der mangelnden Investitionssicherheit in den staatlich kontrollierten Ölförderländern zu engagieren.
Neuentdeckung von großen Öl- und Gasfeldern sind nach Mann et al. (2007) vor allem im Bereich der passiven Kontinentalränder und Grabensysteme zu erwarten, vor allem in Tiefwasserbecken. Auch in der Nachbarschaft von bereits existierenden „Elefanten“, wie die Felder mit mehr als 500 Millionen Barrel (80 Millionen Kubikmeter) genannt werden, sind weitere Funde zu erwarten, die für heutige Verhältnisse zwar bedeutend sind, in ihrem jährlichen Umfang jedoch nur rund ein Achtel der Funde der 1960er-Jahre erreichen. Zukünftig sind mehr bedeutende Gas- als Ölfelder zu erwarten. Die Infrastruktur zur küstenfernen Förderung von Erdöl wird zunehmend auf großen hochseetauglichen schwimmenden Plattformen konzentriert, bei oder auf denen von großflächig verteilten Bohrlöchern die Feststoff-, Gas- und Wasserabscheidung, die Zwischenlagerung und die Verladung des Erdöls auf Tankern stattfindet. Der Einsatz derart kapitalintensiver Großtechnik ist ab einem hohen Ölpreis wirtschaftlich. Zwischen 2003 und 2011 kam es zu einem erheblichen personellen Zuwachs in der US-Öl- und Gasindustrie, die um 80 % auf 440.000 Beschäftigte angestiegen ist.

## Ökologische Folgen der Ölförderung
Mit der Erschließung von Ölquellen verbinden sich nicht nur ökonomische Gewinne. Schon bei konventionellen Lagerstätten verursachen Erschließung und Förderung nachteilige Eingriffe in die Ökosysteme, insbesondere bei Offshore-Anlagen. Zudem schädigt auch die unter bestimmten Umständen immer noch übliche Abfackelung von Erdölbegleitgas (jährlich etwa 140 Milliarden Kubikmeter) durch die Emission von krebserregenden Rußpartikeln, Kohlendioxid, Methan, Schwefeldioxid und Stickoxiden die Umwelt.
Brände von Ölquellen, etwa durch Sabotage wie im Zweiten Golfkrieg oder infolge von Unfällen, verursachen ebenfalls erhebliche Umweltschäden. Durch Lecks in den Pipelines der Erdöl- und Gasfelder in Westsibirien werden seit Jahrzehnten der Boden und ganze Flusssysteme verseucht, mit erheblichen negativen Auswirkungen auf die Rentierwirtschaft und die Gesundheit des dort beheimateten indigenen Volks der Mansen. Im Jahr 2006 erregte der Ölaustritt aus Pipelines des Prudhoe-Bay-Ölfelds in Alaska Aufsehen. Im Nigerdelta, wo der Shell-Konzern 40 % Anteil an der nigerianischen Förderung hat, kommen zu verschleißbedingten Leckagen (und Bränden) solche hinzu, die durch politisch motivierte Anschläge und Öldiebstähle verursacht werden.
Des Weiteren führt die seit dem Jahr 2000 starke Zunahme der Förderung aus unkonventionellen Lagerstätten zu einem allgemeinen Anstieg der Umweltbelastungen. Ein besonderer Umstand hierbei ist, dass davon oft dünn besiedelte Regionen betroffen sind, in denen vorher gar kein Erdöl gefördert wurde und die auch sonst nicht von Industrie geprägt waren. Eine solche Region ist dann nicht nur von der allgemeinen Zunahme der Anzahl an Bohrstellen und den damit verbundenen Schadstoffemissionen betroffen, sondern auch vom Bau neuer Straßen und der daraus resultierenden Fragmentierung vormals zusammenhängender Lebensräume (siehe auch Potentielle Umweltschäden und Gefahren durch Fracking). Aber auch durch die Ausweitung der konventionellen Förderungen können bislang weitgehend unberührte Ökosysteme gefährdet sein. Ein aktuelles (2016) Beispiel für eine solche Entwicklung liefert das Ishpingo-Tambococha-Tiputini-(ITT)-Ölfeld, das sich im Nationalpark Yasuní im sogenannten Oriente-Vorlandbecken im Osten Ecuadors befindet.
Darüber hinaus konstatieren Umweltorganisationen wie z. B. Greenpeace, dass durch die Aussichten auf wesentlich länger reichende Ölreserven die Motivation der Verantwortlichen in Wirtschaft und Politik zum zügigen Vollzug einer Energiewende (hin zu erneuerbaren Energien und weg von Kohle, Öl, Gas und Kernkraft) deutlich abnehmen könnte. Dies birgt die Gefahr, dass die Kohlendioxid-Emissionen in weit geringerem Umfang reduziert werden könnten, als im Kyoto-Protokoll bzw. im Pariser Klimaabkommen festgeschrieben, oder dass die Emissionen sogar anstiegen. Gravierende Folgen für das Weltklima wären dann unabwendbar.

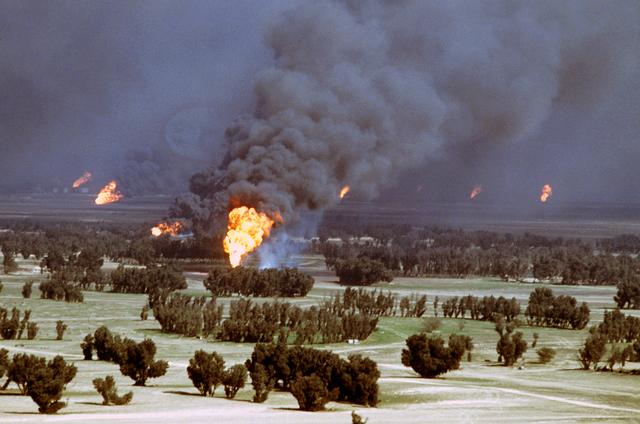
Brennende Ölquellen im zweiten Golfkrieg 1991

### Umweltschäden infolge militärischer Operationen
Rohöl ist eine kriegswichtige Ressource, da es ein universeller Rohstoff ist und nicht zuletzt für die Herstellung von Fahr- und Flugzeugtreibstoffen eingesetzt wird. Daher sind Ölförderanlagen, Tanker, Pipelines und Raffinerien bevorzugte Angriffsziele. Dabei können große Mengen Rohöl verbrennen oder unverbrannt in die Umwelt gelangen. Im Zweiten Golfkrieg wurden 1991 von den Irakern bei ihrem Rückzug aus Kuwait 700 der 900 kuwaitischen Ölquellen in Brand gesetzt, so dass täglich bis zu drei Millionen Barrel Rohöl verbrannten. Hinzu kam der Austritt großer Mengen von Rohöl aus den Förderanlagen. Die New York Times schätzte die Brände als eine der „schwerwiegendsten Luftverschmutzungskatastrophen“ der Erde ein.

### Umweltschäden durch Tiefseebohrungen

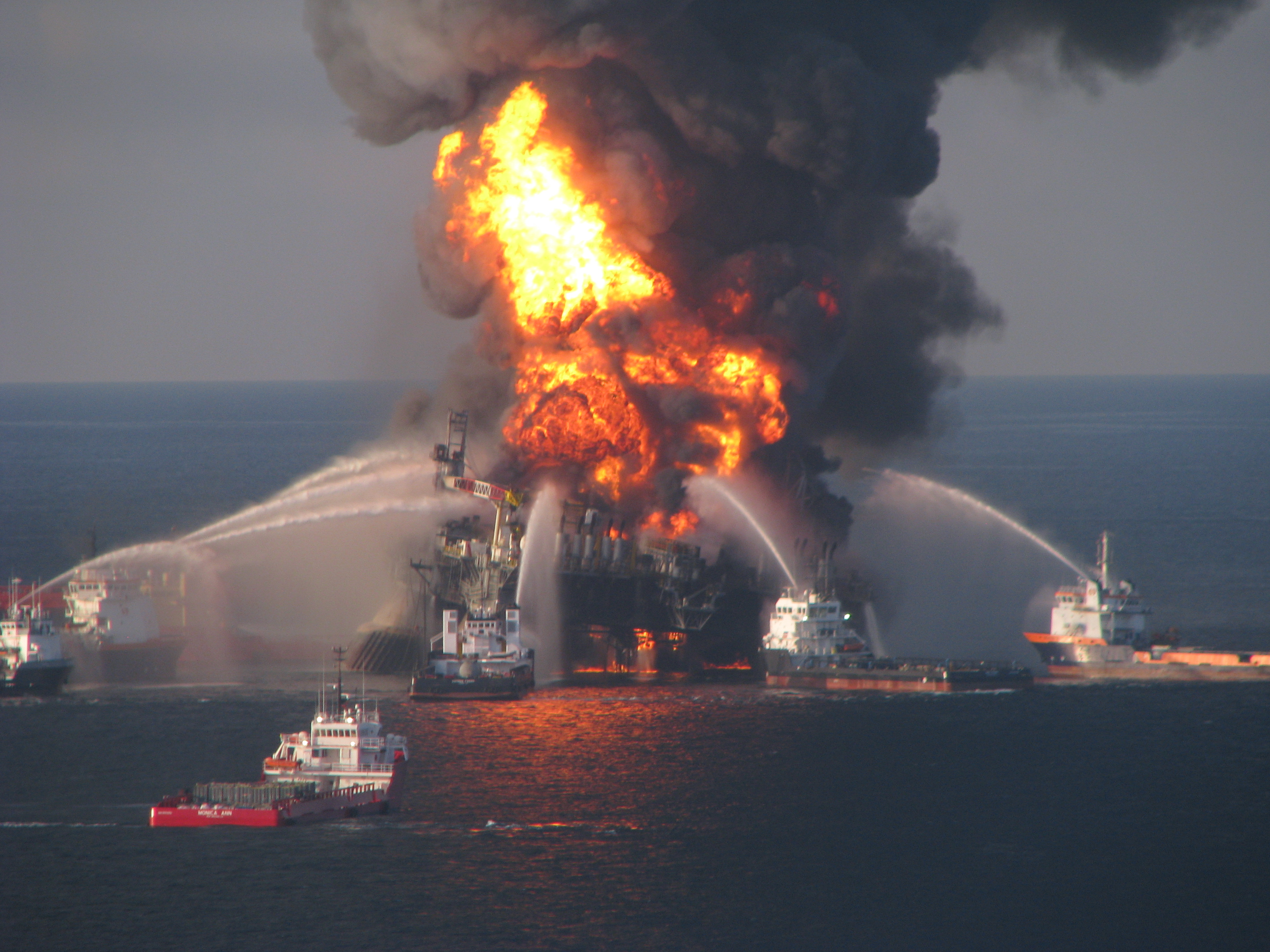
Havarie der Deepwater Horizon 2010

Die Risiken der Tiefseebohrungen sind insbesondere im Falle eines Blowouts, wie verschiedene Ölkatastrophen zeigen, kaum beherrschbar.
1979 trat nach einem Unfall aus der mexikanischen PEMEX Ölquelle Ixtoc I vor Campeche über neun Monate lang unkontrolliert Öl in den Golf von Mexiko aus. Das Unglück galt bis zur Ölpest am Persischen Golf 1991 als größte Ölkatastrophe. Bei Ixtoc I handelte es sich allerdings nicht um eine Tiefseebohrung. Die Bohrplattform stand im Flachwasser.
2001 sank vor Brasilien die Ölplattform Petrobras 36, die damals weltgrößte Plattform ihrer Art. Der durch das Unglück freigesetzte Ölteppich wurde auf das offene Meer hinausgetrieben.
Die am 22. April 2010 durch Explosion und Untergang der Bohrinsel Deepwater Horizon ausgelöste Ölkatastrophe im Golf von Mexiko hat mehr Öl freigesetzt als vorhergehende Tankerunglücke. Die oft zitierte Einschätzung als größte Umweltkatastrophe der USA ist zweifelhaft, die Auswirkungen etwa des Dust Bowl waren deutlich gravierender. Die ökologischen Folgen für die Meeresökosysteme und die Küstenregionen vom Mississippidelta bis Florida sind durchaus gravierend, aber zeitlich begrenzt.

### Radioaktiver Abfall
Im Rahmen der Förderung fallen, im Vergleich zur geförderten Ölmenge, geringe Mengen (0,1 %) natürlicher radioaktiver Stoffe (NORM-Naturally occurring radioactive material) an. Problematisch ist dabei vor allem das langlebige Radium-226 (1600 Jahre Halbwertszeit), das sich in Form von Radiumsulfat und Radiumkarbonat an den Wandungen der Fördergerätschaften niederschlägt. Die Aktivität der Abfälle ist mit 0,1 bzw. 15.000 Becquerel (Bq) je Gramm recht gering. In Ländern mit größeren geförderten Mengen von Öl oder Gas entstehen deutlich mehr Abfälle als in Deutschland, jedoch existiert in keinem Land eine unabhängige, kontinuierliche und lückenlose Erfassung und Überwachung der Rückstände aus der Öl- und Gasproduktion. Die Industrie geht mit dem Material unterschiedlich um: In Kasachstan seien nach Berichten des WDR weite Landstriche durch diese Abfälle verseucht, in Großbritannien würden die radioaktiven Rückstände in die Nordsee eingeleitet.